# غراهام سميث (لاعب كرة قدم مواليد 1995)
غراهام سميث (بالإنجليزية: Graham Smith)‏ هو لاعب كرة قدم أمريكي في مركزي الدفاع والوسط، ولد في 25 نوفمبر 1995 في هايلندز رانش ‏ في الولايات المتحدة. لعب مع سبورتينغ كانساس سيتي.

## وصلات خارجية
- غراهام سميث (لاعب كرة قدم مواليد 1995) على موقع الدوري الأمريكي (الإنجليزية)
- غراهام سميث (لاعب كرة قدم مواليد 1995) على موقع قاعدة بيانات كرة القدم.إي يو (الإنجليزية)
- غراهام سميث (لاعب كرة قدم مواليد 1995) على موقع Soccerway.com (الإنجليزية)